# Javier Tejada Prieto

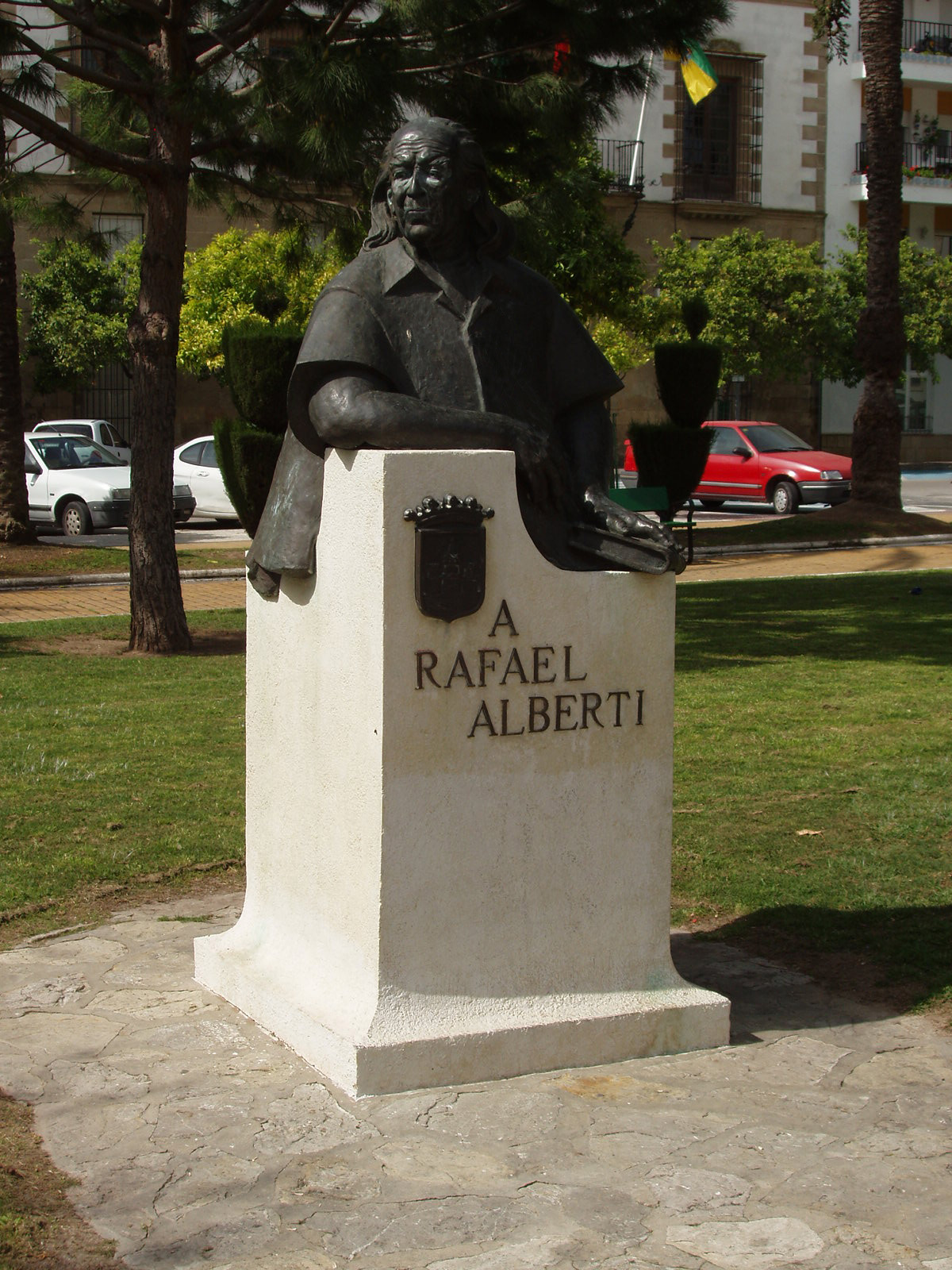
Monumento a Alberti, obra de Tejada Prieto.

Escultor andaluz de El Puerto de Santa María, nacido en 1929 y fallecido el 10 de agosto de 2009. 
Ha ejecutado diversos monumentos en los municipios de la provincia de Cádiz, entre las que destacan Diego Reguera y Emilio Santamaría en Ubrique; las esculturas en la iglesia de la Divina Pastora en Chipiona; así como las realizadas en su ciudad natal: monumento a Fernán Caballero, La Virgen del Carmen, Al marinero, Toro situado frente a la Plaza de Toros, a Rafael Alberti, etc.